# Kepler-62 d

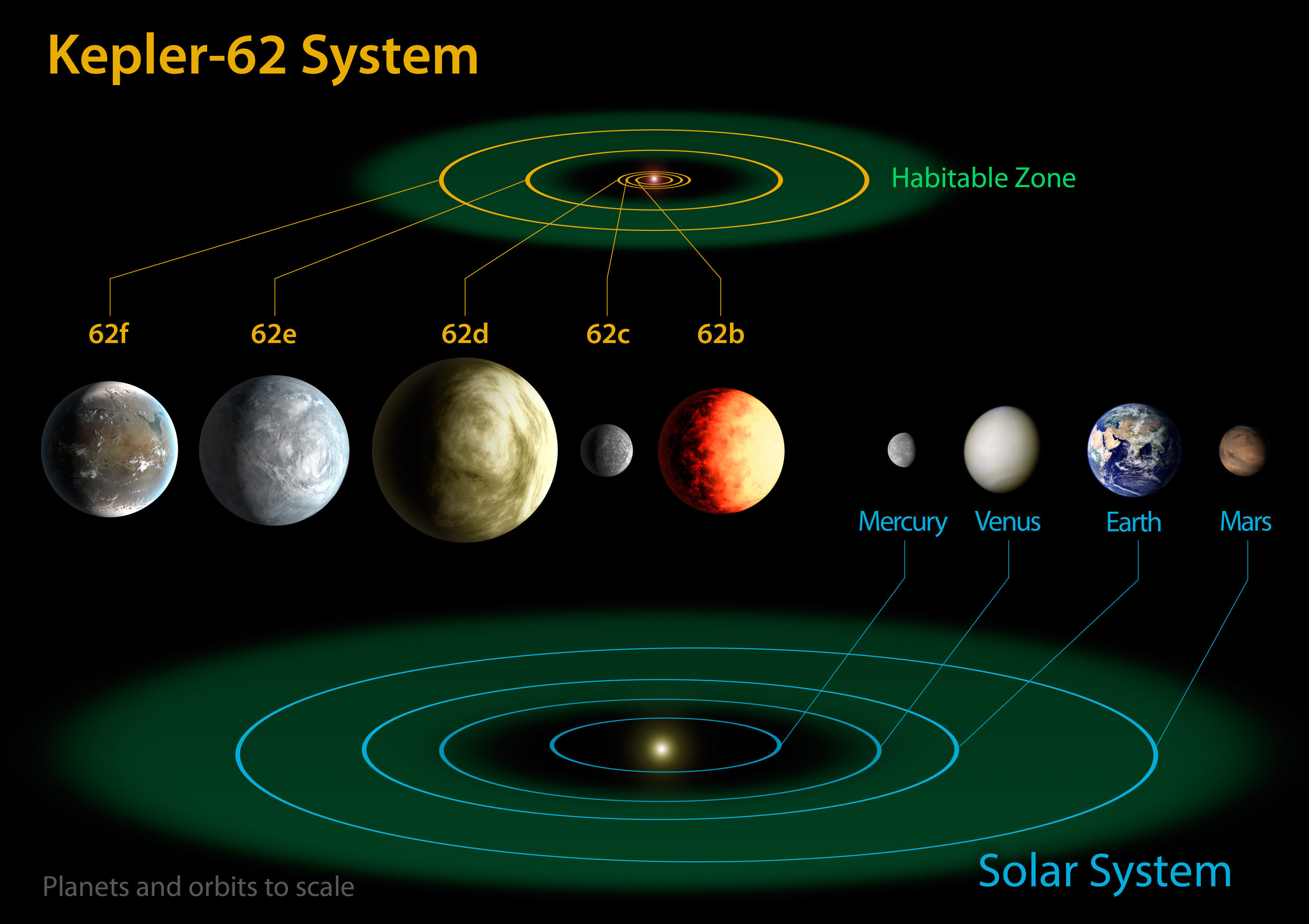

Kepler-62 d è il terzo corpo più interno e il più grande dei cinque pianeti extrasolari scoperti in orbita attorno alla stella Kepler-62. È stato scoperto con il metodo del transito e considerato il suo raggio, circa il doppio di quello terrestre, si tratta probabilmente di una super Terra oppure, se la sua composizione fosse particolarmente volatile, potrebbe trattarsi di un mininettuno, con una temperatura di equilibrio stimata di 510 K, troppo alta per sostenere la vita sulla sua superficie.

## Caratteristiche
Il pianeta orbita attorno alla nana arancione Kepler-62, una stella avente una massa del 70% di quella del Sole, con un'età di 7 miliardi di anni e distante 1200 anni luce dalla Terra. Il raggio del pianeta è pari a 1,95 R⊕. Compie un'orbita attorno alla sua stella in poco più di 18 giorni a una distanza di 0,12 UA. Nonostante l'incertezza sulla massa questo è certamente il pianeta più massiccio del sistema di Kepler-62.